# AerCap
AerCap Holdings N.V. è una società irlandese di leasing di aeromobili con sede a Dublino. È diventata la più grande società di leasing di aeromobili al mondo dopo aver acquisito International Lease Finance Corporation (ILFC) nel 2014, e GECAS di General Electric nel 2021. L'azienda offre molti servizi finanziari per l'aviazione, tra cui leasing di aeromobili, prestito di aeromobili, leasing di motori, gestione delle risorse e consulenza aeronautica. 
General Electric possiede il 45,4% della società.

## Storia
Aercap fa risalire la sua storia a Guinness Peat Aviation, fondata nel 1975 da Tony Ryan. Nel 1998 divenne AERFI dopo un piano di salvataggio del Texas Pacific Group. Nel 2000 è stata acquisita da Debis AirFinance, di proprietà di Daimler Chrysler, per 750 milioni di dollari.
Nel 2005, Debis AirFinance è stata acquisita dalle affiliate di Cerberus Capital Management, che ha creato AerCap. Nel 2006, la società ha costituito AerVenture, una joint venture 50/50 con LoadAir/Al Fawares. Nel 2009, dopo che i suoi soci si sono rifiutati di finanziare un contributo in conto capitale, Waha Capital ha acquisito la loro quota del 50% ed è diventata socia di AerCap.
Nel gennaio 2007, la società è diventata una public company tramite un'offerta pubblica di acquisto.
Nel marzo 2010, la società ha acquisito Genesis Lease. Nel 2013, il fondo Cerberus ha venduto tutte le azioni della società.

### Acquisizione di ILFC
Nel maggio 2014, la società ha acquisito International Lease Finance Corporation da American International Group (AIG) per 3 miliardi di dollari in contanti e 4,6 miliardi di dollari in azioni. L'accordo ha dato ad AerCap un patrimonio totale di 43 miliardi di dollari e una flotta di oltre 1.300 aeromobili, rispetto al concorrente GE Capital Aviation Services con una flotta di oltre 1.800 aeromobili.
Nel gennaio 2015, la società ha trasferito le attività in Irlanda. A giugno 2015, AerCap ha firmato un accordo con Boeing per un ordine di 100 aeromobili Boeing 737 MAX 8 con consegne a partire dal 2019. Nel giugno 2015, AIG ha venduto circa 71,2 milioni di azioni in un'offerta pubblica e AerCap ha acquistato altri 15,7 milioni di azioni da AIG. Nell'agosto 2015, AIG ha completato la sua uscita dall'attività di leasing aeronautico con la vendita di ulteriori 10,7 milioni di azioni.
Alla fine del 2015, il portafoglio di AerCap era composto da 1.697 aeromobili di proprietà, su ordinazione, sotto contratto o gestiti (compresi gli aeromobili di proprietà di AerDragon, una joint venture non consolidata). L'età media della flotta di proprietà al 31 dicembre 2015 era di 7,7 anni e la durata media residua del contratto di leasing era di 5,9 anni. Nel 2015 AerCap ha noleggiato, acquistato e venduto 405 aeromobili. La società ha firmato contratti di locazione per 276 aeromobili e ha acquistato 46 nuovi aeromobili. AerCap ha eseguito transazioni di vendita e part-out per 83 aeromobili e ha firmato transazioni di finanziamento per 7,3 miliardi di dollari.
Nel febbraio 2016, AerCap ha registrato risultati finanziari record nel 2015 e ha autorizzato un programma di riacquisto di azioni di 400 milioni di dollari. Nel 2016, AerCap ha firmato contratti di leasing per 279 aeromobili, acquistato 38 e venduto 141 aeromobili e firmato operazioni di finanziamento per 4,6 miliardi di dollari; al 31 dicembre 2016, aveva in portafoglio 1.566 aeromobili di proprietà, gestiti o ordinati.
A giugno 2017, Aercap ha effettuato un ordine per 30 Boeing 787-9, del valore di 8,1 miliardi di dollari a prezzi di listino al Paris Air Show. AerCap ha annunciato il 28 dicembre di aver esercitato le opzioni per l'acquisto di 50 aeromobili della famiglia A320neo con consegna a partire dal 2022, portando il portafoglio della Famiglia A320neo a 270 di proprietà e in ordine. Nel marzo 2021, AerCap ha firmato un accordo con la start-up compagnia aerea low cost a lungo raggio Norse Atlantic Airways, per il noleggio di sei Boeing 787-9 usati e tre Boeing 787-8 usati.

### Acquisizione di GECAS
Nel marzo 2021, Aercap ha annunciato di aver raggiunto un accordo per l'acquisizione di GE Capital Aviation Services (GECAS) da General Electric per 24 miliardi di dollari in contanti, 1 miliardo di dollari in titoli di AerCap e circa il 46% del business combinato in azioni. L'acquisizione è stata approvata dagli azionisti di AerCap nel maggio 2021. A novembre, la società ha completato l'acquisizione per 111,5 milioni di azioni AerCap, circa 23 miliardi di dollari in contanti e 1 miliardo di dollari in titoli AerCap. Nel 2022, la società ha trasferito la sua sede negli Stati Uniti da Los Angeles a Miami.

### 2022 Invasione russa dell'Ucraina
La società è stata influenzata negativamente dall'invasione russa dell'Ucraina del 2022 e dalle sanzioni internazionali che ne sono seguite. All'inizio dell'invasione, disponeva di 152 aerei per un valore di 2,5 miliardi di dollari in Russia e Ucraina, che le compagnie straniere non erano in grado di recuperare o riparare. Nel maggio 2022, la società ha registrato una perdita netta di 2 miliardi di dollari a causa del sequestro dei suoi aerei e motori da parte delle autorità russe. 113 dei suoi aerei sono stati sequestrati in risposta alle sanzioni innescate dalla guerra in Ucraina.

## Affari

### Portafoglio
Al 31 dicembre 2021 disponeva di 3.701 aeromobili, motori ed elicotteri di proprietà, in ordine o gestiti, di cui 1.756 aeromobili di proprietà, 196 aeromobili in gestione, 417 nuovi aeromobili in ordine, con età media ponderata di 7,1 anni, e oltre 900 di proprietà e motori aeronautici gestiti, prodotti principalmente da General Electric e CFM International. Attraverso Milestone Aviation Group, la sua controllata, possiede 355 elicotteri.
La società è uno dei maggiori acquirenti di aeromobili da Boeing, Airbus e Embraer e uno dei maggiori acquirenti di motori aeronautici da CFM International, GE Aviation, International Aero Engines, Pratt & Whitney e Rolls-Royce Limited.

### Clienti
I suoi elicotteri sono noleggiati a società tra cui CHC Helicopter, Bristow Helicopters, Saudi Aramco e Babcock International. La divisione cargo dell'azienda serve clienti tra cui Amazon, Maersk e ASL Airlines Ireland. La società noleggia gli aeromobili principalmente tramite noleggio operativo in base ai quali il locatario è responsabile della manutenzione e dell'assistenza dell'attrezzatura durante il periodo di leasing e la società riceve il valore residuo dell'attrezzatura alla fine del periodo locazione. L'azienda serve oltre 300 clienti in 80 paesi.
Nel 2021, i suoi maggiori clienti in base alla percentuale dei ricavi sono stati American Airlines (7,6% dei ricavi del 2021), China Southern Airlines (7,1% dei ricavi del 2021), Air France (4,9% dei ricavi del 2021), Azul Brazilian Airlines (4,7% dei ricavi del 2021) e Ethiopian Airlines (3,2% dei ricavi del 2021).

### Uffici di rappresentanza
Ha sede a Dublino e uffici a Shannon, Miami, Singapore, Amsterdam, Shanghai e Abu Dhabi. Ha anche uffici di rappresentanza vicino alle sedi dei maggiori produttori di aeromobili: Boeing a Seattle e Airbus a Tolosa.